# تصنيف كرة الهدف
تصنيف كرة الهدف هو نظام التصنيف لرياضة كرة الهدف. يُصنف لاعبي كرة الهدف ذوي الإعاقة إلى فئات مختلفة بناءً على نوع إعاقتهم المتعلقة بالبصر. يُدار التصنيف من قبل الاتحاد الدولي لرياضات المكفوفين.

## التعريف
تصنيف كرة الهدف في الألعاب البارالمبية هو الأساس لتحديد من يمكنه المشاركة في الرياضة، وفي أي فئة. يتم استخدامه لغرض إقامة منافسة عادلة. يحق للمشاركين من الذكور والإناث الذين يعانون من إعاقات بصرية في واحدة من ثلاث فئات رياضات مكفوفين: B1، B2، وB3. تصنيفات المكفوفين تعتمد على التصنيف الطبي وليس التصنيف الوظيفي. تم تصميم قواعد هذه الرياضة خصيصًا مع وضع الأشخاص ذوي الإعاقة في الاعتبار.

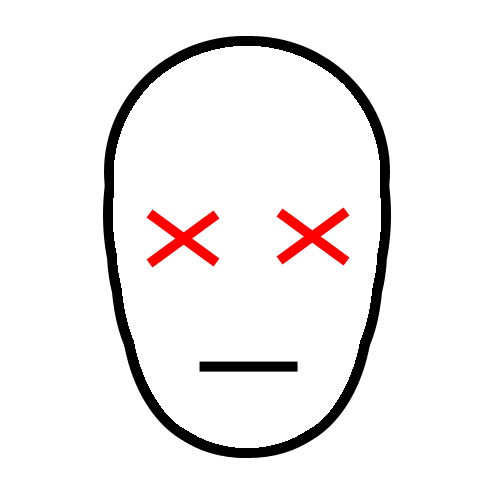
تصوير للرؤية الوظيفية لمتسابق من فئة B1
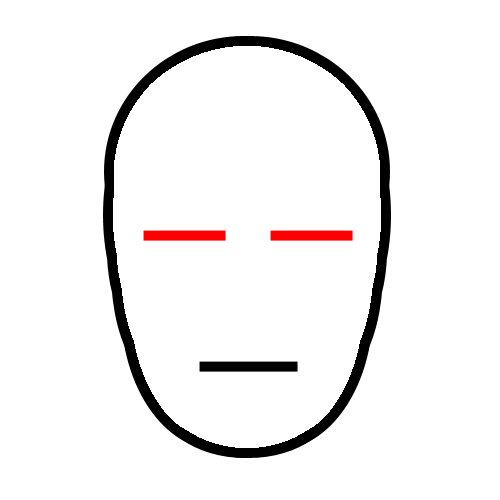
تصوير للرؤية الوظيفية لمتسابق من فئة B2
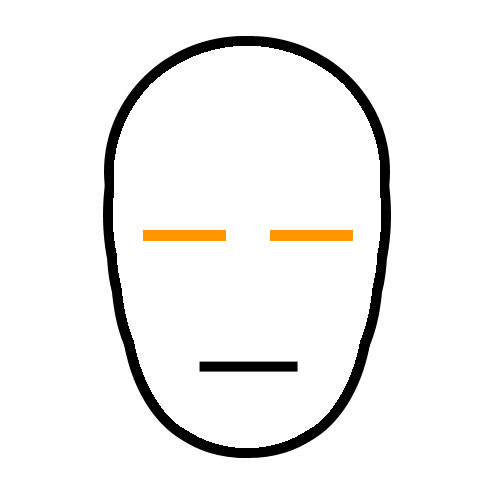
تصوير للرؤية الوظيفية لمتسابق من فئة B3

## الحوكمة
الرياضة تُدار من قبل الاتحاد الدولي لرياضات المكفوفين. في أستراليا، تُعد اللجنة البارالمبية الأسترالية هي الاتحاد الوطني لهذه الرياضة.

## الأهلية
اعتبارًا من عام 2012، يُسمح للأشخاص ذوي الإعاقات البصرية بالمشاركة في هذه الرياضة. يحق لكل من الرجال والنساء المشاركة في اللعبة.

## تاريخ
أُنشأ الاتحاد الدولي لرياضات المكفوفين الرياضة كإحدى الرياضات التي لا تعتمد على الرياضات الخاصة بالأشخاص السليمين جسديًا. تم إنشاؤها لتلبية الاحتياجات الخاصة لِلمتسابقين المكفوفين.
أُنشئت الرياضة في عام 1946 للجنود المخضرمين المكفوفين. في عام 1992، تولت اللجنة البارالمبية الدولية رسميًا السيطرة على الحوكمة لرياضات المعاقين.

## الفئات
يُصنف الرياضيون حسب درجة الإعاقة البصرية كما يلي:
- B1: الرياضيون غير قادرين على إدراك الضوء في أي من العينين، أو لديهم إدراك محدود للضوء ولا يستطيعون "التعرف على شكل اليد من أي مسافة أو في أي اتجاه".[9]
- B2: الرياضيون قادرون على التعرف على شكل اليد بدرجة حدة بصرية تصل إلى 2/60 و/أو مجال رؤية أقل من 5 درجات.[9]
- B3: الرياضيون لديهم حدة بصرية أعلى من 2/60 إلى 6/60 و/أو مجال رؤية أكبر من 5 درجات وأقل من 20 درجة.[9]

جميع الرياضيين يرتدون أغطية العين أثناء اللعب لضمان مستوى متساوٍ من اللعب بين المتسابقين ذوي درجات الإعاقة البصرية المختلفة.[[[ويكيبيديا:بحاجة لمصدر|بحاجة لمصدر]]]

## العملية
تقوم تقييمات كرة الهدف بمراجعة التوجيه الصوتي المكاني للاعب أثناء التقييم. بالنسبة للمنافسين الأستراليين في هذه الرياضة، تُدار الرياضة والتصنيف بواسطة اللجنة البارالمبية الأسترالية. هناك ثلاثة أنواع من التصنيف المتاحة للمنافسين الأستراليين: التصنيف المؤقت، الوطني والدولي. الأول مخصص للمسابقات على مستوى الأندية، الثاني للمسابقات على مستوى الدولة والوطن، والثالث للمسابقات الدولية.

## في الألعاب البارالمبية
لُعبت الرياضة لأول مرة في الألعاب البارالمبية كرياضة ميدالية في عام 1980. وقد ظهرت لأول مرة في 1976 كرياضة استعراضية. في دورة الألعاب البارالمبية الصيفية 1992، أصبح من الممكن للمكفوفين المشاركة، وكان التصنيف يتم من خلال الاتحاد الدولي لرياضات المكفوفين، مع ارتداء جميع المشاركين للنظارات الواقية. في دورة الألعاب البارالمبية الصيفية 2000، أُجري 19 تقييمًا خلال الألعاب، مما أدى إلى 5 تغييرات في الفئات. ستُقام منافسات كرة الهدف في دورة الألعاب البارالمبية الصيفية 2012 في لندن في الحديقة الأولمبية من 30 أغسطس إلى 7 سبتمبر. سيتنافس 60 امرأة و72 رجلًا على فئتين من الميداليات. يُسمح لكل دولة بفريق واحد للرجال وفريق واحد للنساء، مع 6 رياضيين في كل فريق. سيرتدي جميع المتسابقين أغطية العين لضمان مساواة في الإعاقة البصرية.
في دورة الألعاب البارالمبية الصيفية 2016 في ريو، اعتمدت اللجنة البارالمبية الدولية سياسة عدم التصنيف في الألعاب. نُفذت هذه السياسة في عام 2014 بهدف تجنب التغييرات المفاجئة في الفئات التي قد تؤثر سلبًا على استعدادات التدريب للرياضيين. كان يتعين على جميع المتسابقين أن يكونوا مصنفين دوليًا مع تأكيد وضعهم التصنيفي قبل الألعاب، وتم التعامل مع الاستثناءات لهذه السياسة على أساس كل حالة على حدة.